# Tomasz Chmielik
Tomasz Chmielik (6 juin 1957 -) est un espérantiste polonais.

## Biographie
Tomasz Chmielik nait le 6 juin 1957. Il apprend l’espéranto en 1972 par correspondance avec l’association polonaise d’espéranto.